# Karlheinz Gonda
Karlheinz Gonda (* 27. März 1930 in Dresden; † 22. August 1953 in Grindelwald an der Eiger-Nordwand) war ein deutscher Kletterer und Bergsteiger. Er war bis zu seinem Tod am Eiger einer der besten Sandsteinkletterer und Bergsteiger seiner Zeit. Gonda gelangen sowohl in der Sächsischen Schweiz als auch in den Alpen Erstbegehungen, die zu den schwersten Wegen ihrer Zeit zählten.

## Leben
Gonda wurde 1930 in Dresden geboren. Nach der Volksschule absolvierte er eine Lehre als Zimmermann. Zunächst dem Wassersport zugeneigt entdeckte er als Jugendlicher das Klettern in der heimatlichen Sächsischen Schweiz. Am 21. Oktober 1944 bestieg er mit 14 Jahren die Nonne und den Talwächter bei Rathen als seine ersten Gipfel. Bereits ein halbes Jahr später erbrachte er seinen ersten Vorstieg im Schwierigkeitsgrad VII, damals das obere Ende der Sächsischen Schwierigkeitsskala. 
Gonda wurde Mitglied im Kletterclub „Märchentürmer“ und galt rasch als eines der größten jungen Klettertalente nach dem Zweiten Weltkrieg. Bereits am 7. Juli 1946 schaffte er seine erste Erstbegehung im heutigen Schwierigkeitsgrad VIIIa, die Ostkante am Kesselturm. Zu seinen weiteren Erstbegehungen in den Folgejahren zählten unter anderem der Dolch an der Rohnspitze (VIIIb), der Talweg am Rokokoturm (VIIIa), der Pfingstweg am Heringstein, die Südwand am Bloßstock (VIIb) und die später auf Anregung von Dietrich Hasse nach ihm benannte Gondakante am Rauschenstein (VIIIa). Ebenfalls nach ihm benannt wurde später die Gondaleiter am Turm am Verborgenen Horn (VIIb). Viele der Wege von Karlheinz Gonda zählen noch heute zu den anspruchsvollen „Klassikern“ unter den Kletterwegen der Sächsischen Schweiz.
1951 verließ Gonda die DDR in Richtung Westen. Von München aus erkundete er die Alpen. In den Folgejahren bewältigte er vor allem im Wettersteingebirge, im Karwendel und in den Dolomiten einige der schwierigsten Klettertouren. Seine wichtigste Erstbegehung war die Nordverschneidung am Oberreintaldom, die nach ihm auch als Gonda bezeichnet wird. Daneben machte er auch mit diversen Solotouren auf sich aufmerksam, teilweise auch im Winter. Dazu gehörte bspw. die Alpspitz-Nordwand und die erste winterliche Solotour über den 15 km langen Wettersteingrat. Ebenfalls solo erstieg er den Preußriß auf den Preußturm und den Fehrmannweg auf die Kleine Zinne.
Mit dem Schweizer Bergsteiger Uli Wyss fuhr Gonda im August 1953 an den Eiger. Nach zwei Tagen hatten die beiden die Eiger-Nordwand bezwungen und den Gipfelgrat erreicht. Kurz vor dem Gipfel stürzten beide von einem Schneefeld in den Tod. Ihre Leichen wurden nach einigen Tagen aus der Wand geborgen.